# The Tannahill Weavers (album)
| Recensione | Giudizio |
| ---------- | -------- |
| AllMusic   | [ 1 ]    |

The Tannahill Weavers è il terzo album discografico del gruppo musicale folk scozzese dei The Tannahill Weavers, pubblicato dall'etichetta discografica Plant Life Records nel 1979.

## Tracce
Lato A
1. The Geese in the Bog / The Jig of Slurs – 2:52
2. Jock Stewart – 3:45
3. Tae the Weavers Gin Ye Gang / The Blackberry Bush – 3:13
4. Farewell to Fiunary / Heather Island – 6:04

Lato B
1. Willie Cummings / The Red Speckled Hen / Dalena McKay – 4:26
2. The Merchant's Son / Dr. Ross's 50th Welcome the Argyllshire Gathering – 3:32
3. Ned of the Hills (or Captain Carswell) / The Yewe wi' the Crooked Horn / The Marquis of Tullibardine – 3:51
4. The Gypsy Laddie – 2:39
5. Lady Mary Anne – 4:20

- Tutti i brani sono tradizionali, eccetto Farewell to Fiunary su testo scritto da Norman McLeod e Lady Mary Anne su testo scritto da Robert Burns.

## Musicisti
- Roy Gullane - strumenti suonati non indicati
- Hudson Swan - strumenti suonati non indicati
- Alan MacLeod - strumenti suonati non indicati
- Mike Ward - strumenti suonati non indicati
- Phil Smillie - strumenti suonati non indicati

Note aggiuntive
- Nigel Pegrum e The Tannahill Weavers - produttori
- Registrato al Millstream Studios ed al REL di Edimburgo, Scozia
- Mike Pela - ingegnere delle registrazioni (Millstream Studios)
- Doug Bogie - ingegnere delle registrazioni (REL)
- Mixato al Millstream Studios di Edimburgo
- John Acock - ingegnere del mixaggio